# Supernova: Massacre al festival de música
Supernova: Massacre al festival de música (títol original en anglès, Supernova: The Music Festival Massacre) és un documental israelià de 2023 que representa els esdeveniments durant l'atac de Hamàs del 7 d'octubre de 2023. La massacre al festival de música de Re'im al desert del Nègueb va causar 365 morts, centenars de ferits i 40 segrestades a la Franja de Gaza. La pel·lícula va formar part del programa del Festival de Cinema Jueu de Berlín Brandenburg 2024. S'ha doblat al català per al programa Sense ficció de TV3, que el va estrenar l'1 d'octubre de 2024.
La pel·lícula documenta els comptes a les xarxes socials dels supervivents i els primers assistents mèdics. Utilitza enregistraments de GoPro dels terroristes, trucades telefòniques de les víctimes amb amics i familiars, càmeres de vigilància, càmeres embarcades i gravacions dels principals responsables. El focus se centra en sis joves assistents que van sobreviure, però també en un pare el fill i la filla del qual van ser segrestats.
El director Duki Dror va descriure la realització de la pel·lícula com a estressant: "Va ser un procés dolorós perquè ens vam enfrontar a tant d'horror quan vam veure el material. Ja gairebé no podia dormir. Em va turmentar molt".
La pel·lícula es va projectar per primera vegada al canal de televisió israelià Kan el 23 de desembre de 2023. També es va emetre a la BBC arreu del món, ZDF a Alemanya, SVT a Suècia, TV 2 a Dinamarca, RAI a Itàlia, VRT a Bèlgica, CNews de Canal+ Group a França i a RecordTV al Brasil.